# 길빙크만날여우박쥐
길빙크만날여우박쥐 또는 길빙크만과일박쥐(Pteropus pohlei)는 큰박쥐과에 속하는 박쥐의 일종이다. 인도네시아 서파푸아 섬의 토착종이다. 통용명은 길빙크 만, 현재의 첸드라와시 만에서 유래했다. 좁은 지역에서 흔하게 발견되며, 개체수는 감소 추세를 보인다. 주요 위협 요인은 목재 채취와 사냥으로 인한 서식지 감소이다.